# Universidade Metodista Meridional

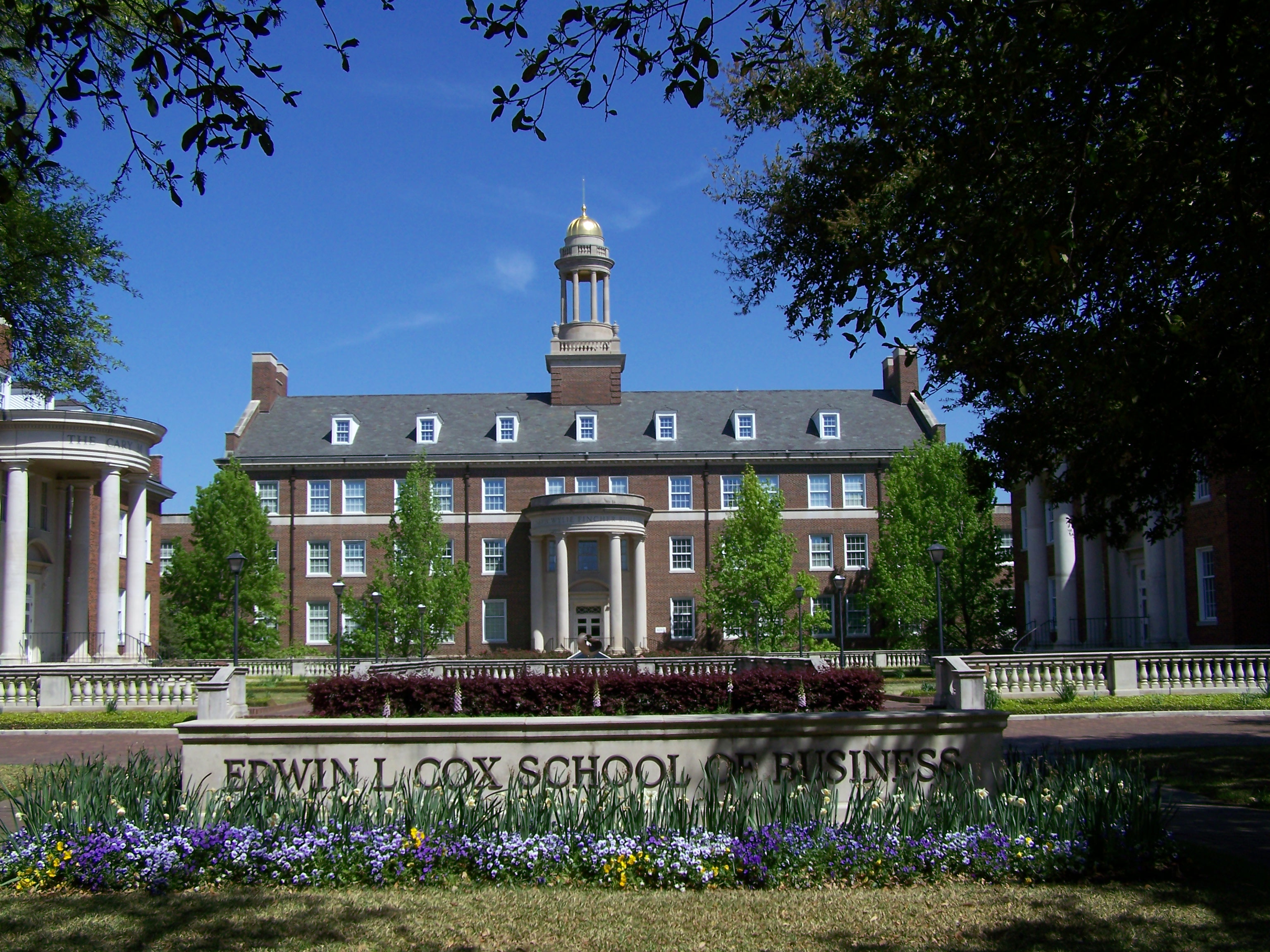
Entrada da Universidade Metodista Meridional

A Universidade Metodista Meridional (em inglês:  Southern Methodist University) é uma universidade privada estadunidense afiliada à Igreja Metodista. Localiza-se em University Park, um subúrbio opulento de Dallas, Texas. Até 2020, a universidade tinha 12 373 estudantes no total. Além disso, possui cerca de 1 151 docentes, sendo 754 em tempo integral.